# Eleutherodactylus longipes
Eleutherodactylus longipes là một loài ếch trong họ Leptodactylidae. Chúng là loài đặc hữu của México.
Các môi trường sống tự nhiên của chúng là các khu rừng ôn hòa, rừng khô nhiệt đới hoặc cận nhiệt đới, các khu rừng vùng núi ẩm nhiệt đới hoặc cận nhiệt đới, và hang. Loài này đang bị đe dọa do mất môi trường sống.